# 고언랑
고언랑(顧彦朗, ? ~ 891년)은 당나라 말기의 군벌로, 887년부터 891년에 죽을 때까지 절도사의 신분으로서 검남동천도(劍南東川道, 본부는 지금의 사천성 면양시에 있었다)를 통제하였다.

## 생애

### 가세(家世)
고언랑이 언제 태어났는지는 알려진 바 없다. 《신당서》의 열전에 의하면, 그는 풍주(豐州, 지금의 내몽골 자치구 바얀누르시) 출신이었다고 한다. 그와 동생 고언휘는 모두 천덕군(天德軍, 지금의 내몽골 자치구 바얀누르시 우라터 중기에 있던 기지부대)에서 소교(小校, 말단 장교)로 있었다. 두 형제가 장차 높은 벼슬길에 오르리라고 여긴 천덕군방어사 채경(蔡京)은 예의를 갖추어 그들을 후대하는 한편 아들 채숙향(蔡叔向)을 시켜 그들에게 많은 돈을 주었고, 그들도 점점 관직이 올라갔다. 뒤이어 황소가 이끄는 농민 대반란군이 봉기한 가운데 고씨 형제는 부대를 이끌고 대(對)황소 작전에 참여하여 당나라의 도성 장안의 수복(收復)을 도왔다. 이후 고언랑은 여러 차례 승진을 거듭하여 벼슬이 우위(右衛)대장군에 이르렀다.

### 절도사로서
887년, 당 희종은 고언랑을 검남동천절도사에 임명하였다. 그가 부임하는 길에 검문(劍門, 지금의 사천성 광원시)을 지날 때, 인근 번진의 검남서천(劍南西川, 본부는 지금의 사천성 성도시에 있었다)절도사 진경선의 부하들이 그의 부절을 빼앗아, 그가 검남동천도로 들어오지 못하게 하였다. 그는 이주(利州, 지금의사천성 광원시)에 머무를 수밖에 없었다. 조정에서 파견된 사자의 조정이 있고 나서야, 진경선은 고언랑이 검남동천도로 부임하는 것을 허가했다. 임지에 도착한 고언랑은 동생 고언휘를 한주(漢州, 지금의 사천성 덕양시)자사에 임명하였다.
한편, 예전에 고언랑과 신책군(神策軍) 시절에 동료였던 왕건이 낭주(閬州, 지금의 사천성 남충시)를 점령하고 자사를 자칭하는 한편 군대를 파견하여 인근 지역들을 습격하였다. 고언랑은 왕건에게 습격당할 것을 두려워하여, 사자를 보내 그들의 그 당시의 우정을 내세워, 왕건에게 군량을 제공하겠다는 것을 여러 차례 제의하였다. 결국 왕건은 검남동천도를 습격하지 않았다.

## 출전 및 참고 자료
1. 1 2  《신당서》, 권186.
2. ↑  《자치통감》, 권256.

| 전임 고인후 | 검남동천절도사 887년 ~ 891년 | 후임 고언휘 |